# Ка Стокеро (Виченца)
Ка Стокеро је насеље у Италији у округу Виченца, региону Венето.
Према процени из 2011. у насељу је живело 104 становника. Насеље се налази на надморској висини од 95 м.